# 有年村
有年村（うねむら）は、かつて兵庫県西部（西播磨地区）に存在していた村。赤穂郡。1955年、赤穂市に編入されたため地方自治体として消滅した。
旧村域は現在の赤穂市北部に位置しており、有年中学校区に相当する。

## 概要
現在の赤穂市東有年、西有年、有年横尾、有年楢原、有年牟礼、有年原に相当する。

## 沿革
- 1889年（明治22年）4月1日 町村制施行。
  - 東有年村、西有年村、横尾村、楢原村、牟礼東村、原村の範囲を以て赤穂郡有年村発足。
- 1955年（昭和30年）4月1日 赤穂市に編入されたため消滅。

昭和の大合併において地理的関係から有年村は相生市、赤穂市、上郡町のいずれと合併するかに悩んだ。周辺の小町村が3市町との合併に傾く中で有年村・高田村は相生市・赤穂市を中心とする赤穂郡2市8町村の大合併を説いたが、具体化するには至らなかった。有年村当局は何度も部落懇談会を開き住民の意向調査に努めた結果、赤穂市との合併に大体の意向が傾いた。いっぽう、1954年（昭和29年）5月に兵庫県が作成した合併計画案では有年村は上郡町を中心とするグループに組み込まれていて、この線に基づいて上郡町は有年村に合併を働きかけたが、赤穂・有年の合併交渉特別委員会は兵庫県の合併計画の修正を要求、県もこれを認めたので赤穂との合併が実現することになった。

## 地域

### 教育
現在は、全て赤穂市立となっている。
- 有年村立有年中学校
- 有年村立有年小学校
- 有年村立原小学校

## 交通

### 鉄道
日本国有鉄道(現・西日本旅客鉄道)
山陽本線：有年駅
現在は山陽新幹線が旧村域を通過しているが、駅は設置されていない。

### 道路
- 高速道路
  - 山陽自動車道が旧村域を通過しているがインターチェンジは設置されていない。
- 国道
  - 国道2号
  - 国道373号
- 県道
  - 兵庫県道90号赤穂佐伯線
  - 兵庫県道457号高雄有年横尾線
  - 兵庫県道525号周世有年原線
  - 兵庫県道557号大津西有年線